# 艾伦·锡克
艾伦·锡克（英語：Alan Thicke，1947年3月1日—2016年12月13日）生於安大略省柯克兰湖，加拿大演员、作曲人、电视节目主持人，曾擔任1988年環球小姐選美主持人，因在《成长的烦恼》中扮演父亲贾森·西弗而闻名。他是歌手罗宾·西克的父親。
西克是一位知名的音樂作曲家，他創作的情境喜劇《Diff'rent Strokes》和《The Facts of Life》的主題曲都是與他當時的妻子格洛麗亞·洛林（也是羅賓的母親）合作創作的。 他為遊戲節目《命運之輪》創作了原創（1975-82）主題曲。 這三個節目最初都是 NBC 節目。
在90年代后期他曾经来中国和刘若英合作电影《新十字街头》。2016年12月13日，锡克在伯班克匹克威克花园（Pickwick Gardens）与儿子卡特玩曲棍球不慎滑倒，送往当地的圣约瑟夫医院（Saint Joseph Medical Center）后不治身亡，享年69岁。